# Plaga italiana (1629-1631)

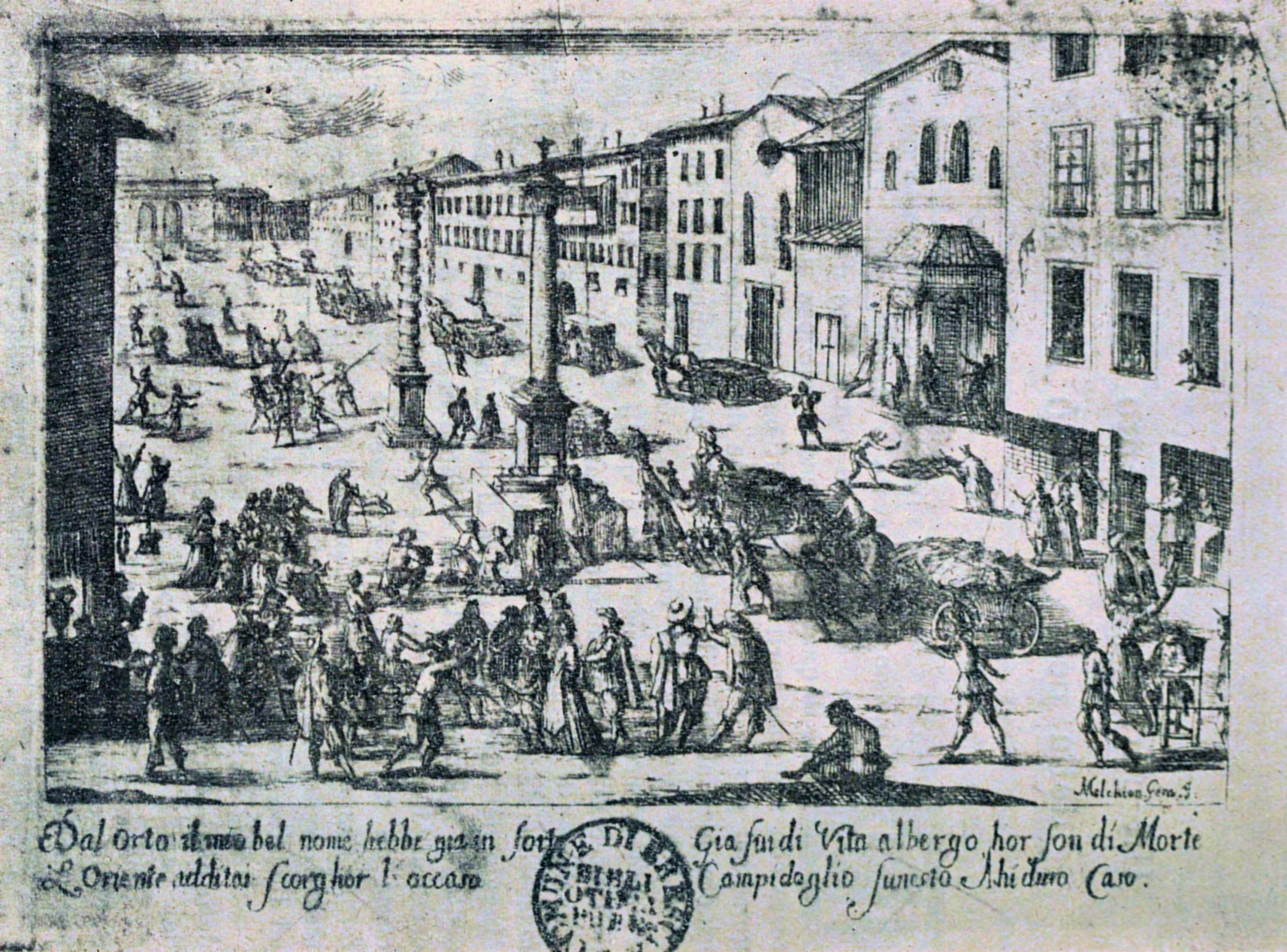
Melchiorre Gherardini, Piazza S. Babila, Milán (1630)

La peste italiana de 1629-1631, a menudo denominada La gran peste de Milán, fue una serie de brotes de peste bubónica, producida desde 1629 hasta 1631 en el norte y el centro de Italia, que cobró la vida de aproximadamente 280 000 personas en las ciudades de Lombardía y el Veneto. Su expansión se vio favorecida por el estallido de la guerra de Sucesión de Mantua.
En octubre de 1629, la plaga llegó a Milán. Aunque la ciudad inició medidas de salud pública eficaces, incluyendo cuarentena y limitación del acceso de los soldados alemanes y mercancías, un importante brote surgió en marzo de 1630 debido a las medidas sanitarias relajadas durante el carnaval, con bajas registradas de 60 000 personas de una población de 130 000. 
Al este de Lombardía, la República de Venecia fue infectada entre 1630 y 1631, y la ciudad de Venecia resultó severamente afectada, con bajas registradas de 46 000 personas de una población de 140 000. Algunos historiadores creen que esto dio lugar a la caída de Venecia como una gran potencia político-comercial en Europa.

## Ciudades afectadas
Evolución de la población de las ciudad tras la epidemia: 
| Ciudad    | Pob. 1628 | Pob. 1631 |
| --------- | --------- | --------- |
| Venecia   | 143.000   | 98.000    |
| Milán     | 130.000   | 65.000    |
| Florencia | 70.000    | 63.000    |
| Bolonia   | 62.000    | 47.000    |
| Padua     | 40.000    | 21.000    |
| Mantua    | 39.000    | 10.000    |
| Brescia   | 38.000    | 20.000    |
| Turín     | 11.000    | 3.000     |